# Caimito Chico
Caimito Chico  (en francés Petite Cayemite y también conocido como Little Cayemites Island e Île Petite Cayemitte) es el nombre que recibe una pequeña isla del país caribeño de Haití, que está situado en el departamento de Grand'Anse, distrito de Corail, y en la comuna de Pestel. 